# El túnel dels desitjos
Natsu e no Tonneru, Sayonara no Deguchi (夏へのトンネル、さよならの出口) és una novel·la lleugera japonesa escrita per Mei Hachimoku i il·lustrada per Kukka, publicada per Shogakukan amb el segell Gagaga Bunko el juliol de 2019. Una adaptació de manga, titulada Natsu e no Tunnel, Sayonara no Deguchi Gunjō i il·lustrada per Koudon, es va publicar en sèrie a la revista de manga seinen de Shogakukan Monthly Sunday Gene-X entre juliol de 2020 i novembre de 2021, amb els seus capítols recollits en quatre volums tankōbon.
Una adaptació cinematogràfica d'anime produïda per CLAP es va estrenar el 9 de setembre de 2022. Jonu Media va estrenar el doblatge en català de la pel·lícula el 9 de juliol de 2024 amb el títol d'El túnel dels desitjos.

## Argument
En Kaoru Tono i l'Anzu Hanashiro són dos companys de classe que tenen un buit a dins seu i que alberguen un desig. En Kaoru té una personalitat esquiva i un passat traumàtic, mentre que l'Anzu lluita per conciliar la seva imatge. Tots dos s'ajunten per investigar el Túnel d'Urashima, un lloc que les llegendes urbanes diuen que hi pots aconseguir qualsevol cosa, però no sense pagar un preu.

## Contingut de l'obra

### Novel·la lleugera
Natsu e no Tonneru, Sayonara no Deguchi és una novel·la lleugera escrita per Mei Hachimoku i dibuixada per Kukka. La va publicar Shogakukan amb el segell Gagaga Bunko el 18 de juliol de 2019.

### Manga
El 18 de juliol de 2020, Shogakukan va començar a serialitzar una adaptació a manga de la novel·la, anomenada Natsu e no Tonneru, Sayonara no Deguchi Gunjō (夏へのトンネル、さよならの出口　群青, lit. 'El túnel cap a l'estiu, la sortida dels adeus: blau d'ultramar'), il·lustrada per Koudon i publicada a la revista Monthly Sunday Gene-X. La sèrie també es va publicar a l'aplicació MangaONE. Va acabar de publicar-se el 19 de novembre de 2021. De 18 de desembre de 2020 a 17 de desembre de 2021, també Shogakukan va recopilar-ne els capítols en 4 volums tankōbon.

### Pel·lícula d'anime
El 15 de desembre de 2021 es va anunciar una adaptació cinematogràfica de l'obra, amb Tomohisa Taguchi al capdavant com a director i guionista. Finalment, es va estrenar el 9 de setembre de 2022. El tema musical final del film és "Finale" (フィナーレ。, Fināre) d'Eill. El 24 de maig de 2023 el film va sortir a la venda en Blu-ray.
| Personatge       | Japonès          | Català           |
| ---------------- | ---------------- | ---------------- |
| Kaoru Tono       | Ōji Suzuka       | Cesc Martínez    |
| Anzu Hanashiro   | Marie Iitoyo     | Isabel Valls     |
| Sr. Tono         | Rikiya Koyama    | Oscar Muñoz      |
| Koharu Kawasaki  | Arisa Komiya     | Yolanda Gispert  |
| Shohei Kaga      | Tasuku Hatanaka  | Eric Suñén       |
| Karen Tono       | Seiran Kobayashi | Tatiana Supervia |
| Kaoru Tono (nen) | Chikako Sugimura | Migca Kazius     |
| Srta. Hamamoto   | Haruka Terui     | Eva Ordeig       |
| Shohei           | Daiki Kurokawa   | Jan Barragán     |

## Rebuda
L'adaptació cinematogràfica va guanyar el premi Paul Grimault al Festival Internacional de Cinema d'Animació d'Annecy 2023. Phil Hoad, escrivint per The Guardian, va donar 3 estrelles de 5 a la pel·lícula i va dir que l'argument era simplista, però que l'animació era "una cosa d'un altre món", la qual capturava la "fugacitat del primer amor".